# Lethrus lopatini
Lethrus lopatini is een keversoort uit de familie mesttorren (Geotrupidae). De wetenschappelijke naam van de soort werd in 1959 gepubliceerd door Medvedev.